# Спринг Риџ (Пенсилванија)
Спринг Риџ (енгл. Spring Ridge) насељено је место без административног статуса у америчкој савезној држави Пенсилванија.

## Демографија
По попису из 2010. године број становника је 1.003, што је 217 (27,6%) становника више него 2000. године.
| Група             | 2000.       | 2010.       |
| Белци             | 721 (91,7%) | 872 (86,9%) |
| Афроамериканци    | 7 (0,9%)    | 24 (2,4%)   |
| Азијати           | 36 (4,6%)   | 68 (6,8%)   |
| Хиспаноамериканци | 19 (2,4%)   | 33 (3,3%)   |
| Укупно            | 786         | 1.003       |